# Almacén Mina
El Almacén Mina, también denominado almacén n.º 1, es una edificación histórica de carácter industrial localizada en el municipio español de Minas de Riotinto, en la provincia de Huelva. Antaño la instalación fue empleada como depósito de material ferroviario, si bien en la actualidad se encuentra fuera de servicio y abandonada. El estado de conservación es malo, pues el conjunto se encuentra muy deteriorado.

## Historia
En 1875 entró en servicio el ferrocarril de Riotinto, construido por la británica Rio Tinto Company Limited (RTC). En torno a Río Tinto-Estación se fue articulando un importante complejo ferroviario que disponía de diversas instalaciones. En 1894 se construyó el denominado Almacén n.º 1, también conocido como «Almacén Mina», que sirvió como depósito de material ferroviario y como cocheras de las primeras locomotoras del ferrocarril. Con posterioridad estas funciones fueron asumidas por las denominadas «Cocheras Mina», con una capacidad mucho mayor.

## Descripción
El Almacén Mina se trata de un edificio de mampostería y está compuesto de cuatro naves con tejados a dos aguas cada una. Cabe señalar que las naves poseen una tipología diferente entre sí, pues se sucedieron distintas reformas; tienen una dimensiones de 3,85 metros de altura por 45 metros de ancho y 84,45 metros de largo. En la actualidad las instalaciones están abandonadas y se encuentran en un estado de conservación deficiente: si bien los paramentos solo presentan leves desconchados, la principal afección se encuentra en la cubierta, donde la madera y los elementos de unión de la cercha presentan un deficiente estado de conservación.